# Carol Lavell
Carol Lavell, född 8 april 1943 i Newport, Rhode Island, död 27 mars 2023 i Fairview i Buncombe County, North Carolina, var en amerikansk ryttare.
Hon tog OS-brons i lagtävlingen i dressyr i samband med de olympiska ridsporttävlingarna 1992 i Barcelona.